# Міддлтаун Тауншип (округ Делавар, Пенсільванія)
Міддлтаун Тауншип (англ. Middletown Township) — селище (англ. township) в США, в окрузі Делавер штату Пенсільванія. Населення — 16 373 особи (2020).

## Демографія
Згідно з переписом 2010 року, у селищі мешкало 15 807 осіб у 5726 домогосподарствах у складі 3724 родин. Було 6012 помешкання
Расовий склад населення:
| - 92,3 % — білих - 3,4 % — чорних або афроамериканців - 2,8 % — азіатів - 0,1 % — корінних американців |

До двох чи більше рас належало 0,9 %. Частка іспаномовних становила 1,6 % від усіх жителів.
За віковим діапазоном населення розподілялося таким чином: 18,7 % — особи молодші 18 років, 54,9 % — особи у віці 18—64 років, 26,4 % — особи у віці 65 років та старші. Медіана віку мешканця становила 49,4 року. На 100 осіб жіночої статі у селищі припадало 87,3 чоловіків;  на 100 жінок у віці від 18 років та старших — 84,1 чоловіків також старших 18 років.
Середній дохід на одне домашнє господарство  становив 117 170 доларів США (медіана — 85 912), а середній дохід на одну сім'ю — 145 504 долари (медіана — 108 043). Медіана доходів становила 78 667 доларів для чоловіків та 50 915 доларів для жінок. За межею бідності перебувало 3,9 % осіб, у тому числі 3,9 % дітей у віці до 18 років та 3,8 % осіб у віці 65 років та старших.
Цивільне працевлаштоване населення становило 7727 осіб. Основні галузі зайнятості: освіта, охорона здоров'я та соціальна допомога — 32,7 %, науковці, спеціалісти, менеджери — 16,0 %, фінанси, страхування та нерухомість — 9,7 %, роздрібна торгівля — 9,3 %.